# Parmelia crambidiocarpa
Parmelia crambidiocarpa är en lavart som beskrevs av Zahlbr. Parmelia crambidiocarpa ingår i släktet Parmelia och familjen Parmeliaceae.   Inga underarter finns listade i Catalogue of Life.